# منطقة ربرلي
ربرلي رمزها «RB» (بالإنجليزية: Raebareli)‏ ، هو تقسيم إداري لدولة الهند تتبع ولاية أتر برديش (بالإنجليزية: Uttar  Pradesh)‏ ، مركزها هو مدينة ربرلي (بالإنجليزية: Raebareli)‏ عدد سكانها حسب تعداد سنة 2001 هو 2,872,204 ، مساحتها 4,609 كم² وكثافة السكان 623 لكل كم² .